# Apriona germarii
Apriona germarii är en skalbaggsart som först beskrevs av Hope 1831.  Apriona germarii ingår i släktet Apriona och familjen långhorningar.
Artens utbredningsområde är:
- Laos.
- Burma.

Inga underarter finns listade i Catalogue of Life.